# Gavin Dear
Gavin Dear (5 juni 1984) is een golfprofessional uit Perth, Schotland.

## Amateur
Als amateur was Gavin Dear lid van de Murrayshall Golf Club. Na het winnen van het Iers Amateur stond hij op de 25ste plaats van de wereldranglijst voor amateurs. Toen hij pro werd stond hij nummer 12.
In 2009 zat hij in het team van de Walker Cup waarbij hij de foursomes speelde met Matt Haines.
Gewonnen
Onder meer:
- 2009: Dixie Men's Amateur in Florida, Irish Open Amateur Golf Championship at Royal Dublin Golf Club, Hillcrest Classic in Florida

Teams
- Walker Cup: 2009 (winnaars)
- Eisenhower Trophy: 2008 (winnaars)

## Professional
Na de Walker Cup werd Gavin Dear in 2009 professional, net als zijn teamgenoot Sam Hutsby. In 2010 speelde hij goed genoeg op de Alps Tour om te promoveren naar de Europese Challenge Tour van 2011. In de eerste tien toernooien kwalificeerde hij zich vijf keer voor het weekend.

### Gewonnen
Alps Tour
- 2010: Feudi di Asti Golf Open